# 布赫斯高
布赫斯高（德語：Buchsgau）是瑞士10-15世纪间存在过的历史地区。根据一份1428年的文献，布赫斯高全境位于侏罗山以及阿勒河和莱茵河的汇合处，从弗卢门塔尔东境直到厄林斯巴赫之间的地区。全境在今天的索洛图恩州境内。

## 历史
文献中第一次提及布赫斯高是在1040年，写作Buxcouue，该地区于1080年被神圣罗马帝国皇帝亨利四世赠予巴塞尔主教芬尼斯的布克哈德（Burkhard de Fenis）。主教将该地区改为司法区（bailliage），并委托富罗堡家族（Frobourg）管理，直到14世纪。
1426年，布赫斯高被索洛图恩及伯尔尼两城邦买下，并共同管理，直至1463年两城邦平分该地，奥尔滕上游归伯尔尼，剩余部分归索洛图恩。